# Magdalena Stobińska
Magdalena Stobińska – polska fizyk, doktor habilitowana nauk fizycznych. Specjalizuje się w optyce kwantowej, informacji kwantowej oraz fizyce materii skondensowanej. Od 2017 adiunkt w Katedrze Fizyki Materii Skondensowanej Instytutu Fizyki Teoretycznej na Wydziale Fizyki Uniwersytetu Warszawskiego. Kieruje grupą badawczą technologii kwantowych.

## Życiorys
Studia z fizyki ukończyła na Uniwersytecie Warszawskim w 2003. Stopień doktorski uzyskała na Wydziale Fizyki UW w 2007 na podstawie pracy pt. Efekt ściśnięcia i splątania w stanach światła w ośrodku Kerra, przygotowanej pod kierunkiem prof. Krzysztofa Wódkiewicza. Po doktoracie, w ramach rocznego stypendium Fundacji im. Alexandra von Humboldta przebywała w niemieckim Erlangen, gdzie po zakończeniu stypendium została zatrudniona na tamtejszym uniwersytecie oraz w Max Planck Institute for the Science of Light. W 2012 została zatrudniona jako adiunkt w Instytucie Fizyki PAN oraz w Instytucie Fizyki Teoretycznej i Astrofizyki Uniwersytetu Gdańskiego. Habilitowała się w 2015 na Wydziale Matematyki, Fizyki i Informatyki Uniwersytetu Gdańskiego na podstawie oceny dorobku naukowego i cyklu publikacji pt. Analiza, charakterystyka i detekcja nieklasycznych własności makroskopowych stanów kwantowych światła. Teoria przyjazna eksperymentom. Od czerwca 2017 r. na macierzystym Wydziale Fizyki UW kieruje grupą badawczą technologii kwantowych w ramach projektu Fundacji na rzecz Nauki Polskiej. Od stycznia do kwietnia 2017 r. profesor wizytujący na Wydziale Fizyki Uniwersytetu Oksfordzkiego.
Jest współautorką m.in. nowej metody kwantowego sterowania cząsteczkami światła (fotonami) oraz realizacji kwantowej ułamkowej transformaty Kravchuka. Publikowała w takich czasopismach jak m.in. „Physical Review Letters”, „Computer Physics Communications”, „Physical Review A”, „Europhysics Letters", „Optics Communications", „Light: Science & Applications". 
Za pracę naukową była wielokrotnie nagradzana, m.in. jest laureatką konkursów „Homing Plus" i „First Team" Fundacji na rzecz Nauki Polskiej, Marie Curie Career Integration Grant oraz Stypendium dla Wybitnych Młodych Naukowców.